# Elaine Davidson

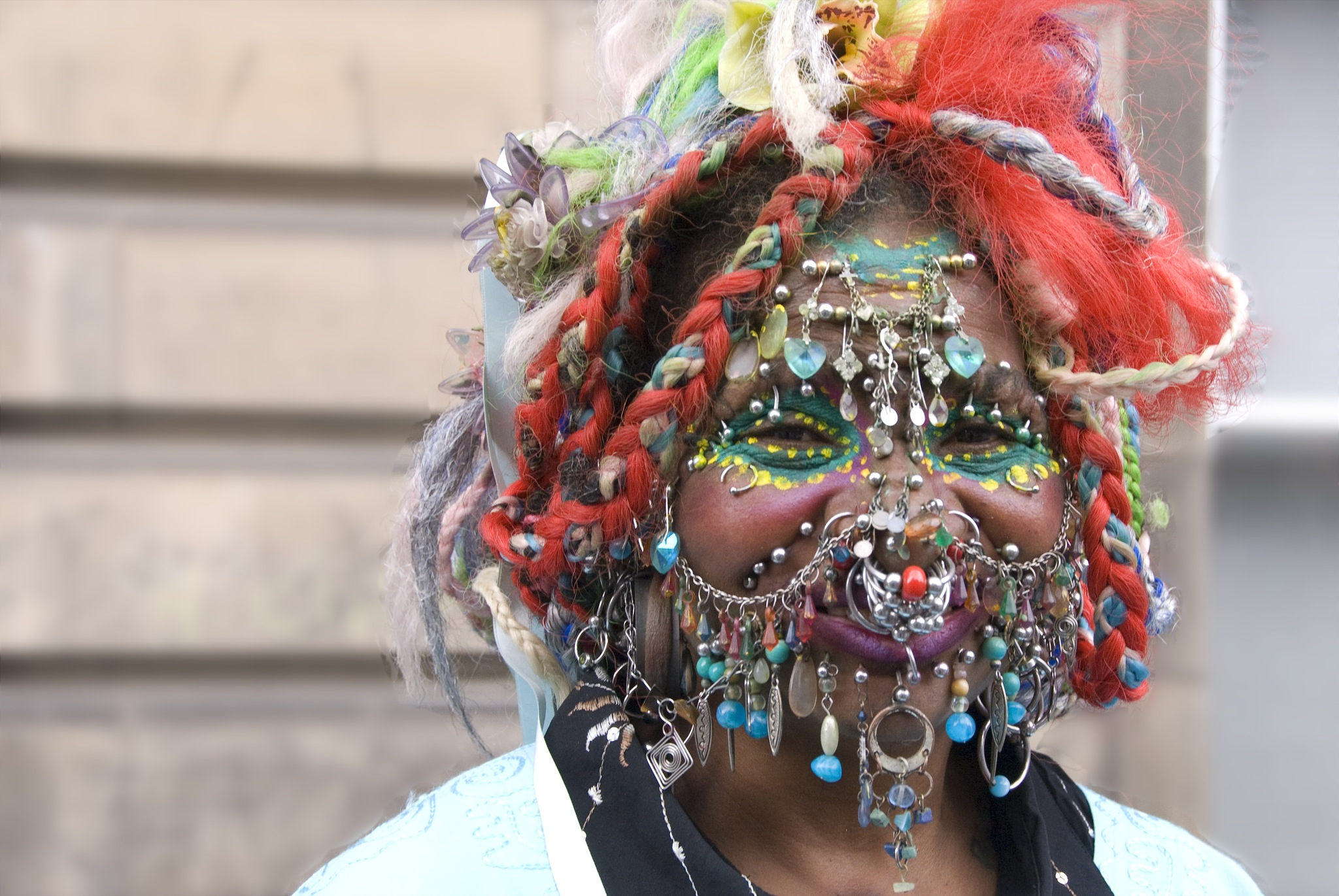
Elaine Davidson.

Elaine Davidson (nacida en Brasil el 1 de agosto de 1960) es una afro-brasileña que ostenta el récord Guiness como la mujer con más piercings en el mundo. Se estima que el peso total de los piercings es de 3 kilogramos. Davidson es una actriz, empresaria y artista friki que ocasionalmente realiza presentaciones, asiste a convenciones de tatuajes y es invitada a programas de televisión. A menudo se le menciona como una celebridad.

## Biografía
Elaine Davidson nació en 1960, en Brasil. Es enfermera de profesión y está casada con Douglas Watson, un ciudadano y funcionario escocés. Desde temprana edad sintió fascinación por los piercings, pero fue en 1997 (a los 37 años) cuando comenzó su transformación. En el año 2000 ya contaba con 462 perforaciones: 192 en su rostro y 270 en otras partes del cuerpo; ese mismo año fue descubierta por Guinness World Records. En 2005, Davidson llegó a tener 3950 piercings, 500 de ellos en sus genitales. Sin embargo, ella continuó con esta práctica y en 2012 ya contaba con 9000.
Además de los piercings, Davidson complementa su cuerpo con tatuajes y maquillaje. Asiste eventualmente a convenciones de tatuajes y posee su propia tienda llamada Tropical Rainbow, en Edimburgo, especializada en ropa fetichista, tatuajes y cómics.

## Filmografía
- World's Greatest Body Shockers (Cine documental), 2012.[11]
- The Opening (video), 2007.[12]
- Britain's Ugliest Models (Documental en televisión), 2009.[13]
- Ripley, ¡aunque usted no lo crea! (Serie de televisión), 2002.